# Авіаносці типу «Тітосе»
Авіаносці типу «Тітосе» (яп. 千歳型航空母艦)  — серія японських авіаносців часів Другої світової війни.

## Історія створення
У 1934 році Японія заклала декілька кораблів, які можна було швидко переробити в авіаносці у випадку війни.
«Тітосе» та однотипний із ним «Тійода» були закладені як гідроавіаносці для простоти їх переробки в гладкопалубні авіаносці. У 1941 році корма в обох кораблів була змінена, щоб дозволити базувати на них надмалі підводні човни.
Після битви за Мідвей гідроавіаносці були поставлені на переобладнання, тим більше, що «Тітосе» зазнав двох влучань авіабомб і потребував серйозного ремонту.
Проєкт перебудови в принципі повторював «Дзуйхо» та «Рюхо», але без заміни енергоустановки.

## Конструкція
Після перебудови кораблі отримали політну палубу розміром 180×23 м та 2 підйомники. На палубі встановили 7 аерофінішерів та 2 аварійні бар'єри. Катапульт не було. Ангар довжиною 91 м був одноярусним.
Для підвищення остійності та посилення протиторпедного захисту корпус оснастили булями, що збільшили його ширину на 2 м. Характерною ознакою цих авіаносців стали дві далеко рознесені димові труби по правому борту: перша обслуговувала котли, друга — дизельну установку.
Наприкінці 1943 року кількість стволів 25-мм зенітних автоматів збільшили до 48. Авіаносці отримали також радар (тип 21). Його антену піднімали над палубою на спеціальній висувній тумбі, а під час злітно-посадочних операцій забирали вниз.

## Представники
| Назва         | Місце побудови | Закладений             | Спущений на воду       | Введений в експлуатацію                                                      | Доля                                               |
| ------------- | -------------- | ---------------------- | ---------------------- | ---------------------------------------------------------------------------- | -------------------------------------------------- |
| Тітосе 千歳   | Куре           | 26 листопада 1934 року | 29 листопада 1936 року | 25 липня 1938 року (як гідроавіаносець), 1 серпня 1943 року (як авіаносець)  | Загинув в битві в затоці Лейте 25 жовтня 1944 року |
| Тійода 千代田 | Куре           | 14 грудня 1936 року    | 19 листопада 1937 року | 15 грудня 1938 року (як гідроавіаносець), 1 грудня 1943 року (як авіаносець) | Загинув в битві в затоці Лейте 25 жовтня 1944 року |